# Chiesa di San Carlo (Poschiavo)
La 'chiesa di San Carlo' Borromeo è un edificio religioso che si trova a San Carlo, frazione di Poschiavo, nel Cantone dei Grigioni.

## Storia
Eretta nel XVII secolo, nel 1740 venne aggiunta la cappella laterale settentrionale e nel 1937 si procedette al prolungamento della navata. È parrocchiale dal 1941.

## Descrizione
La chiesa ha una pianta ad unica navata, ricoperta da una volta a crociera.